# (11599) 1995 QR
1995 كيو أر (ويعرف أيضًا باسم (11599) 1995 كيو أر وفق تسمية الكوكب الصغير) (بالإنجليزية: 1995 QR)‏ هو كويكب ضمن حزام الكويكبات؛ وترتيبه 11599 من حيث الاكتشاف.
اكتُشف هذا الجُرم الفلكي بواسطة تاكيشي أوراتا ‏ في 16 أغسطس 1995.

## وصلات خارجية
- (11599) 1995 QR في قاعدة بيانات مختبر الدفع النفاث لأجرام النظام الشمسي الصغيرة

- الاكتشاف · مخطط المدار ·  العناصر المدارية · المعلمات المادية

- (11599) 1995 QR على موقع ويكي سكاي: DSS2, SDSS, GALEX, IRAS, Hydrogen α, X-Ray, Astrophoto, Sky Map, Articles and images